# Северный (Октябрьское сельское поселение)
Се́верный — посёлок в Курганинском районе Краснодарского края.
Входит в состав Октябрьского сельского поселения.

## Население
| 2002 | 2010 |
| ---- | ---- |
| 155  | ↘127 |

## Улицы
| - ул. Будённого, - ул. Зелёная, - ул. Луговая, - ул. Набережная, | - пер. Новый, - ул. Отдельная, - ул. Победы, - ул. Р. Люксембург, - ул. Школьная. |